# اس‌ام یو-۶۰
اس‌ام یو-۶۰ (به انگلیسی: SM U-60) یک زیردریایی بود که طول آن ۶۷ متر (۲۲۰ فوت) بود. این زیردریایی در سال ۱۹۱۶ ساخته شد.